# 田村純一 (実業家)
田村 純一（たむら じゅんいち、1907年〈明治40年〉9月4日 - 2000年〈平成12年〉）は、日本の政治家、実業家。久米桜酒造会長。鳥取県公安委員会委員長。

## 経歴
鳥取県米子市糀町出身。父・田村源太郎、母・あさの長男。家業は肥料商、酒造業。米子中学校を経て1929年、神戸高商を卒業、同年に田村源太郎商店に入り、酒造肥料商に従事する。1939年に米子市会議員に当選、1943年に再選する。米子市翼賛壮年団長をつとめる。
企業整備により家業を転廃業、米子境商業統制組合、米子市総合配給所の各専務理事に就任する。1947年、公職追放を受け、同年に久米桜酒造を創立し社長に就任。1952年、米子市教育委員に当選する。1963年、米子ロータリークラブ会長。
米子瓦斯監査役、米子信用金庫監事、米子酒造組合理事長、同県連合会長、県公安委員、調停委員、米子商工会議所常議員、博愛病院理事、米子酒販取締役などをつとめる。

## 人物
1969年5月全国497税務署に於いて発表した年間所得500万円以上の高額所得者の名簿である『全国高額所得調 昭和44年度版』に田村純一が掲載されている。
趣味はテニス、囲碁、ゴルフ、写真。宗教は日蓮宗。住所は米子市糀町2丁目。

## 家族・親族
田村家
- 祖父・源太郎（1855年 - 1926年、肥料商、醸造家、米子町会議員）
- 祖母・すか（1855年 - ?、鳥取、名島平次郎の二女）[7]
- 父・源太郎[4][7]（1881年 - ?、肥料商、醸造家、鳥取県多額納税者[8]）
- 母・あさ（1883年 - ?、鳥取、角田九郎の妹）[7]
- 妻・淑子（1910年 - ?、鳥取、神庭常吉の長女）[1][2]
- 長男・健治[2]（1930年 - 2014年、久米桜酒造会長）
- 長女（角田幹雄の妻）[1][2]
- 二女[2]
- 三女[2]
- 孫・源太郎[1]（久米桜酒造、久米桜麦酒代表取締役社長）[9]

親戚
- 長男の妻の父・田中誠一（田中食品社長）[2]
- 長女の夫の父・角田九郎（角田酒造社長）[2]
- 二女の夫の父・久山淳一（醤油製造業）[2]